# Středoevropský pohár 1927
Sezóna 1927 byla prvním ročníkem Středoevropského poháru. Zúčastnily se dva nejlepší týmy z uplynulého ročníku domácí ligy z Československa, Rakouska, Maďarska a Jugoslávie. Vítězem se stal tým AC Sparta Praha.

## Čtvrtfinále
| Domácí v 1. zápase | Celkem | Hosté v 1. zápase | 1. zápas | 2. zápas |
| ------------------ | ------ | ----------------- | -------- | -------- |
| Hungária FC        | 8 - 2  | OFK Bělehrad      | 4 - 2    | 4 - 0    |
| SK Rapid Wien      | 9 - 1  | NK Hajduk Split   | 8 - 1    | 1 - 0    |
| AC Sparta Praha    | 8 - 6  | SK Admira Wien    | 5 - 1    | 3 - 5    |
| SK Slavia Praha    | 6 - 2  | Újpest FC         | 4 - 0    | 2 - 2    |

## Semifinále
| Domácí v 1. zápase | Celkem | Hosté v 1. zápase | 1. zápas | 2. zápas |
| ------------------ | ------ | ----------------- | -------- | -------- |
| SK Slavia Praha    | 3 - 4  | SK Rapid Wien     | 2 - 2    | 1 - 2    |
| Hungária FC        | 2 - 2  | AC Sparta Praha   | 2 - 2    | 0 - 0    |

Za Hungárii nastoupil jeden hráč na nepovolené pozici v sestavě, proto při rovnosti skóre postupovala Sparta.

## Finále
| Domácí v 1. zápase | Celkem | Hosté v 1. zápase | 1. zápas | 2. zápas |
| ------------------ | ------ | ----------------- | -------- | -------- |
| AC Sparta Praha    | 7 - 4  | SK Rapid Wien     | 6 - 2    | 1 - 2    |